# Exarchaat (kerk)
Het exarchaat, van het Griekse: ἔξαρχος, exarchos, is een kerkelijke jurisdictie binnen de oosters-orthodoxe kerken en binnen de oosters-katholieke kerken.
Normaliter omvat een kerkelijk exarchaat gelovigen in de diaspora.
Aan het hoofd van een exarchaat, ook exarchie genoemd, staat een exarch. Een exarch is een metropoliet die volmachten bezit om als plaatsvervanger van een patriarch op te treden in een gebied dat buiten de grenzen van het patriarchaat valt.
Vroeger was een exarch een bisschop van een belangrijke, ver van het rijkscentrum gelegen zetel. Zo voerden de bisschoppen van Efeze, Caesarea en Heraclea de titel van exarch, evenals de bisschoppen van Alexandrië en Antiochië (tot zij in 451 tot patriarch werden verheven).
De exarch van de Grieks-orthodoxe kerk voor Nederland en voor het Groothertogdom Luxemburg is de metropoliet en aartsbisschop van het aartsbisdom België.